# Bataille de Yashima
Guerre de Gempei
Batailles
- Uji (1re)
- Nara
- Ishibashiyama
- Fujigawa
- Sunomata
- Yahagigawa
- Hiuchi
- Kurikara
- Shinohara
- Mizushima (navale)
- Fukuryūji
- Muroyama
- Hōjūjidono
- Uji (2e)
- Awazu
- Ichi-no-Tani
- Kojima
- Yashima (navale)
- Dan-no-ura (navale)

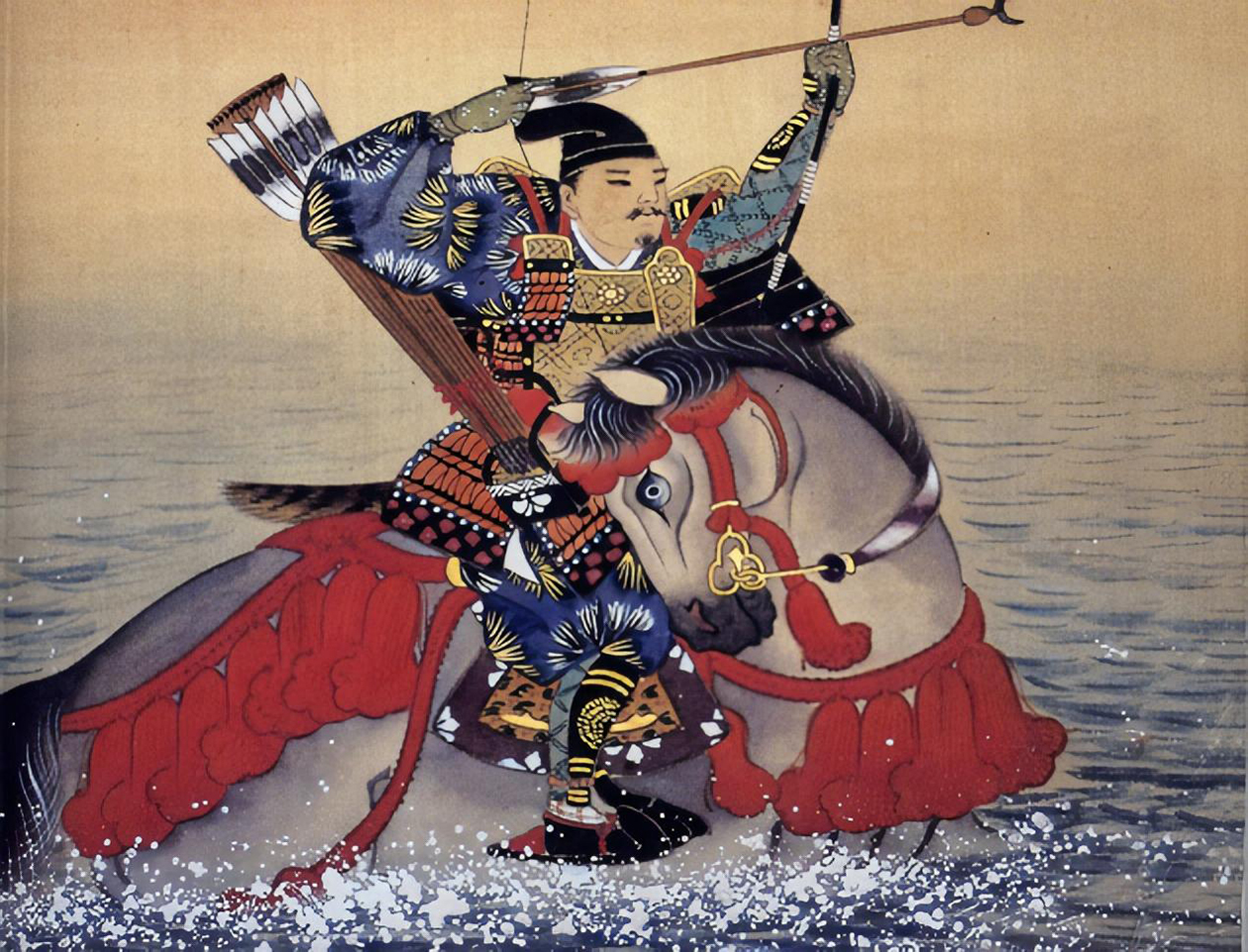
Nasu no Yoichi tirant sur un éventail placé en haut d'un mât, comme dépeint sur un rouleau conservé au musée

La bataille navale de Yashima (屋島の戦い) a eu lieu le 22 mars 1185. À la suite d'une longue série de défaites, le clan Taira s'était retiré à Yashima (actuellement Takamatsu), un îlot volcanique situé juste au large de Shikoku, dont il avait été séparé en 1184 par un fin détroit. Ils avaient là une forteresse, et un palais improvisé pour l'empereur Antoku et les regalia, qu'ils avaient emmenés avec eux dans leur fuite depuis Kyōto.
Minamoto no Yoshitsune, qui avait dû s'arrêter de poursuivre les Taira l'année d'avant, le temps de construire des navires, arriva à Shikoku avec une petite troupe d'à peine une centaine d'hommes. La plupart de ses bateaux avaient été détruits ou perdus dans une tempête quelques jours avant, mais un allié, Kagetoki Kajiwara, l'avait réapprovisionné.
Les Taira s'attendant à une attaque navale, Yoshitsune alluma des feux sur Shikoku, essentiellement sur leur arrière, leur faisant croire qu'une large force approchait depuis la terre. Ils abandonnèrent leur forteresse-palais, et embarquèrent sur leurs navires en compagnie de l'empereur Antoku et des regalia (Trésor impérial du Japon). Les Taira placèrent même un éventail en haut du mât de l'un de leurs navires, défiant les Minamoto de le mettre à bas. Dans l'un des faits d'archerie les plus célèbres du Japon, Nasu no Yoichi s'avança dans la mer sur son cheval et abattit le drapeau d'une flèche bien placée. Les Minamoto furent victorieux, mais la majorité de la flotte Taira parvint une nouvelle fois à s'échapper à Dan-no-ura où ils furent définitivement vaincus un mois plus tard.